# スペイン侵攻
スペイン侵攻（Entréed'Espagne またはL'Entréed'EspagneまたはEntréeenEspagne 英語：「スペインへの入国」または「スペインへの入国」）は、14世紀 （c.1320） フランコ-ベネチアン　ローランの歌の前日譚であり、ローランが遍歴の騎士として活躍する作者不詳武勲詩。作者はパドヴァ出身と思われ  この作品は、レオン・ゴーティエがヴェネチアで発見した国立マルチャーナ図書館所蔵の一篇のみ現存。 疑似ターピンクロニクル（ヒストリアカロリマグニ、コーデックスカリクストゥス写本IV、12世紀半ばからのシャルルマーニュの偉業に関するラテン語のクロニクル）および他のいくつかの情報源からの資料と、叙事詩元の20,000 うち、現存する16,000の詩は、スペインでのシャルルマーニュの戦いとパラディンローランドの冒険について語っている。

## あらすじ
シャルルマーニュがエックスで御前会議を招集し、スペインを異教徒の手から奪還することを宣した。戦いが避け得ぬことを悟った異教徒の王マルシルは、ナヘラの街を一万の兵をもって押さえ、シャルルマーニュを迎え撃つ態勢を整えた。
シャルルマーニュ率いるフランス軍は遂にスペインに侵攻を開始した。しかし堅く守られたナヘラの街での激戦の末、12勇士のうち実に11人までもが捕囚の身となってしまう。残ったのはただ一人、ローランだけであった。にも関わらず、神を信ずるローランに恐れの色などなく、敵と大立ち回りを演じると、見事敵将を討ち取ったのだった。ナヘラの街は陥落し、捕囚の勇士たちは解放され、住民には洗礼が授けられた。
フランス軍は次にパンプローナの街を攻囲する。しかし身内では叛乱が起き、築いた攻城兵器は異教徒軍に破壊された上、敵の援軍が到着し、なかなか城を落とすことが出来ない。特にローランは、援軍の到着を防げなかったことをシャルルマーニュからきつく譴責される。暫くの篭城戦の後、とうとうフランス軍はパンプローナを攻略するが、その喜びは束の間に終わる。なんとあのローランが、軍を脱走したという知らせが入ったのである。若く血気盛んなローランは、シャルルマーニュに叱責され殴られたことがどうしても許せなかったのだった。
ローランはスペインを出ると遍歴の騎士となり、聖地への漫遊の旅に出る。道中でペルシア王スーダンからベイリに任命されたローランは、ペルシアの地に赴き、かの国でも武勲を重ねた。
功成り名遂げたローランは、ペルシアの王子サンソンと共にスペインに戻る。フランス軍は歓喜した。シャルルマーニュはローランにスペイン王の座を提案するが、ローランはこれを断り、今後は一生シャルルマーニュの臣下として軍を率いることを誓ったのであった。